# Nucleosoma

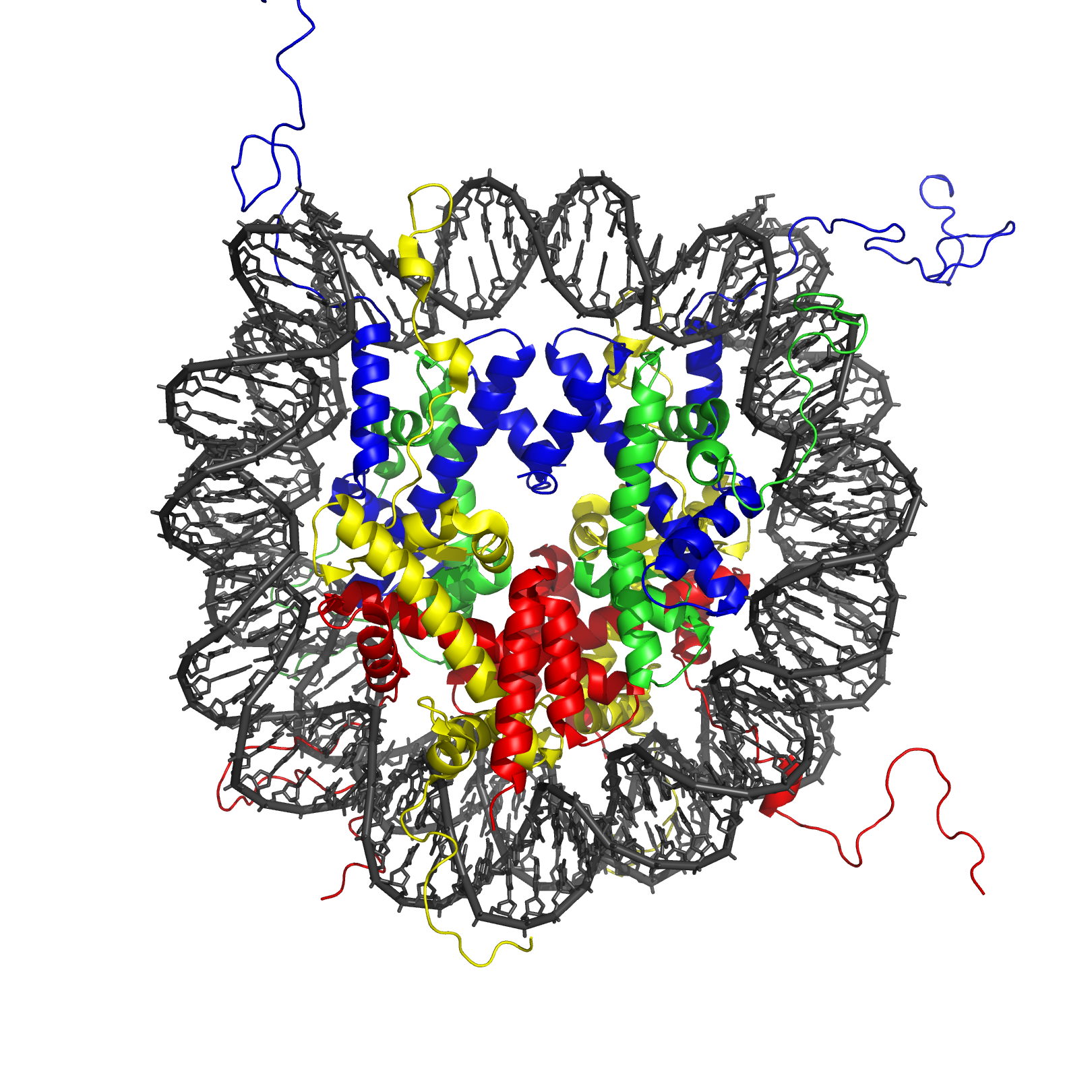
La struttura cristallina del nucleosoma costituito dagli istoni H2A, H2B, H3, H4 e DNA. La vista è dall'alto attraverso l'asse superelicoidale.

Il nucleosoma è l'unità strutturale e funzionale di base ripetuta nella cromatina.

## Storia
La scoperta del nucleosoma risale al 1974. L’osservazione fatta con il microscopio elettronico della struttura della cromatina, simile a una collana di perle, fornì un primo indizio dell’esistenza dei nucleosomi. Un altro indizio fu il legame chimico delle proteine istoniche nella cromatina. Sebbene la composizione del nucleosoma fosse già nota da tempo, la struttura cristallina del core istonico a 2,8 Å fu risolta da Luger et al. nel 1997 fornendone la prima rappresentazione atomica.

## Struttura
Ciascun nucleosoma ha un diametro di circa 11 nm ed è costituito da otto proteine istoniche (core istonico) e dal DNA ad esse legato (ca.146 coppie di basi). Una singola coppia di basi è centrata sul diade del nucleosoma, che definisce l’asse di simmetria pseudo-bidirezionale del core istonico. Le posizioni del DNA sono indicate tramite superhelical locations (SHL), che rappresentano i giri superelicoidali rispetto al diade (SHL 0), e vanno da SHL −7 a SHL 7.
Due copie ciascuna delle proteine istoniche H2a, H2b, H3 e H4 si uniscono per formare un ottamero istonico, che lega e avvolge circa 1,7 giri di DNA, pari a circa 146 paia di basi. Gli istoni del core si assemblano in quattro eterodimeri:
- due dimeri H2a/H2b
- due dimeri H3/H4

Ciascuna delle proteine istoniche principali contiene una regione centrale ad α-elica che forma un motivo histone-fold, fiancheggiato da estensioni N- e C-terminali. Il motivo histone-fold è costituito da tre α-eliche collegate da due anse intermedie, specificate come: α1–L1–α2–L2–α3.  Questa struttura è fondamentale per l’assemblaggio dei dimeri istonici e per la formazione dell’ottamero istonico che costituisce il core del nucleosoma.
Le due eliche α1 e α3, più corte, si ripiegano per affiancarsi alla più lunga elica centrale α2. Ogni motivo a piega si associa con un motivo complementare: H3 si accoppia con H4 e H2A con H2B, formando un eterodimero con un motivo a stretta di mano. L'organizzazione antiparallela di questo eterodimero avvicina il loop L1 di un istone al loop L2 del suo complementare, posizionando una coppia L1L2 a ciascuna estremità dell'eterodimero. Il risultato è un eterodimero a forma di mezzaluna, con la superficie convessa che include i loop L1L2 e le eliche α1, e la superficie concava che include le eliche α3 e la centrale α2. La superficie convessa degli eterodimeri H2A/H2B e H3/H4 è fortemente carica positivamente e costituisce l'elemento principale di legame al DNA di ciascun eterodimero.
L'ottamero istonico forma una sorta di rocchetto assemblato a partire da due eterodimeri H3/H4 e due H2A/H2B, utilizzando un unico motivo strutturale: il fascio di quattro eliche (four-helix bundle). Ogni fascio di quattro eliche è formato dalle eliche α2 e α3 di due motivi istone-fold adiacenti. Due dimeri H3/H4 interagiscono in una disposizione testa a testa attraverso un fascio di quattro eliche H3/H3, formando un tetramero (H3/H4)₂. Un dimero H2A/H2B si lega a ciascuna metà del tetramero (H3/H4)₂ tramite un fascio di quattro eliche formato dai motivi istone-fold di H4 e H2B.
L’elica αN, situata tra la coda N-terminale e il motivo histone-fold dell’istone H3, si appoggia sopra il motivo histone-fold di H4 e organizza il DNA nel punto di ingresso/uscita del nucleosoma. Anche H2A e H2B possiedono estensioni C-terminali che contribuiscono alla superficie del core nucleosomico. L’elica αC di H2B si estende dal centro del disco nucleosomico fino al bordo del DNA opposto al diade del nucleosoma, impaccandosi contro le eliche del motivo histone-fold sottostante di H2A/H2B.
L’estensione C-terminale dell’istone H2A include un dominio di ancoraggio che interagisce con il dimero H2A/H2B del motivo histone-fold, dopodiché attraversa la superficie del nucleosoma verso il diade, poggiandosi su una piattaforma generata dall’eterodimero H3/H4 situato sul lato opposto dell’ottamero.
L’aggiunta di una proteina H1 avvolge altre 20 paia di basi, portando a due giri completi attorno all’ottamero e formando una struttura chiamata cromatosoma. Le 166 paia di basi risultanti non sono molte, considerando che ogni cromosoma contiene in media oltre 100 milioni di paia di basi di DNA. Pertanto, ogni cromosoma contiene centinaia di migliaia di nucleosomi, e questi sono collegati dal DNA che corre tra di essi (in media circa 20 paia di basi). Questo DNA di collegamento è chiamato DNA linker.
L'associazione del DNA con il nucleosoma è mediata da un grande numero di legami idrogeno che si instaurano fra le proteine e gli atomi di ossigeno dei legami fosfodiesterici, vicino al solco minore del DNA. L'associazione nel nucleosoma compatta il DNA di sei volte e non richiede specificità di sequenza, tuttavia può essere influenzata dal contenuto in G e C. Le sequenze ricche in A-T permettono una curvatura maggiore rispetto a sequenze ricche in G-C.
In tutte le cellule sono presenti delle regioni non organizzate in nucleosomi che solitamente sono coinvolte nell'espressione genica, nella ricombinazione o nella replicazione. Le code N-terminali degli istoni contengono molti siti suscettibili a modificazioni che influiscono sul livello di compattazione della cromatina. A seconda del tipo di modifica, dell'istone in cui avviene e del sito in cui su verifica, l'effetto sarà diverso.
Specifiche varianti istoniche vengono utilizzate per l'assemblaggio dei nucleosomi in particolari domini della cromatina. Oltre agli istoni citati ce ne sono molti altri: ad esempio H2Az è localizzato a livello delle sequenze promotoriali e si ritiene abbia un ruolo centrale nel reclutamento della TBP.
Il nucleosoma, per le necessità di lettura genetica, è una struttura dinamica. Generalmente sequenze ricche in A e T aderiscono strettamente al corpo del nucleosoma quando si trovano nella scanalatura secondaria interna del DNA, mentre C e G sono comuni nelle scanalature primarie esterne del DNA. Ogni nucleosoma esiste nella forma con il DNA avvolto per 250 ms e con il DNA allentato per 10-50 ms.
Lo svolgimento del DNA avviene con una frequenza di 4 volte al secondo ad opera di complessi proteici di rimodellamento della cromatina che si legano sia al corpo del nucleosoma che al doppio filamento di DNA che vi è avvolto. Idrolizzando ATP in ADP+P questi complessi sono capaci di allentare il DNA per esporlo ad altre proteine. Per completare lo svolgimento occorrono numerose molecole di ATP. Altri complessi di rimodellamento della cromatina possono, a seconda delle necessità e in collaborazione con alcune chaperonine, cambiare uno o più istoni del corpo del nucleosoma, sino a poterlo sostituire completamente. Tutte queste operazioni richiedono un certo consumo di ATP.

## Funzioni
Il nucleosoma svolge tre funzioni principali:
1. compattazione del genoma: il nucleosoma fornisce il primo livello di compattazione genomica, organizzando circa 200 paia di basi (bp) di DNA;
2. centro di segnalazione: il nucleosoma agisce come un centro di segnalazione per i processi basati sulla cromatina, offrendo una impalcatura per il legame degli enzimi della cromatina;
3. modificazioni post-traduzionali (PTMs): espone una varietà combinatoria di modificazioni post-traduzionali, che regolano l’attività e l’accessibilità della cromatina.

Le PTMs regola ulteriormente:
- il reclutamento degli enzimi della cromatina,[12]
- la stabilità del nucleosoma,[13]
- la compattazione di ordine superiore della cromatina[14][15][16]